# Senaat (Somalië)
De Senaat of het Hogerhuis (Somalisch: Aqalka Sare; Arabisch: الغرفة العليا, al-ghurfat al-eulya) is het hogerhuis van het Federale Parlement van Somalië en telt 54 leden die via getrapte verkiezingen worden gekozen door lokale volksvertegenwoordigingen. Van de 54 leden dient 30% vrouw te zijn.
In 2012 werd het Federaal Parlement van Somalië opgericht ter vervanging van het Voorlopige Federale Parlement dat van 2004 tot 2012 bestond. Het Federaal Parlement bestaat uit twee kamers, het Huis van het Volk (lagerhuis) en de Senaat of Hogerhuis (hogerhuis). In 2012 en 2016 vonden er verkiezingen plaats voor het Federale Parlement. In december 2020 zouden er eigenlijk nieuwe verkiezingen plaats moeten hebben gevonden, ditmaal op basis van het principe one man, one vote, maar de verkiezingen zijn uitgesteld vanwege de aanhoudende burgeroorlog.
Voorzitter van de Senaat is Abdi Hashi Abdullahi.